# Чемпионат мира по шоссейным велогонкам 2003 — групповая гонка (женщины)
Групповая гонка среди женщин на чемпионате мира по шоссейному велоспорту 2003 прошла 11 октября 2003 года в Гамильтоне (Канада). Победительницей стала шведка Сюзанн Юнгског, защищавшая звание чемпиона мира. Второй стала нидерланда Мирьям Мельхерс, а третьей британка Николь Кук. Дистанция гонки составила 124 километра.

## Участники
В гонке приняли участие 116 гонщиц в составе 33 сборных:
| Национальные сборные (33)- Швеция - Швейцария - Испания - Австралия - Россия - Франция - Нидерланды - Беларусь - Италия - Бельгия - Германия - Литва - США - Новая Зеландия - Украина - Польша - Колумбия - Мексика - Ямайка - Чехия - Дания - Люксембург - Великобритания - Узбекистан - Гватемала - Венгрия - Китай - Ирландия - Канада - Израиль - Австрия - Япония - Норвегия |
| |

| Швеция SWE | Швеция SWE      | Швеция SWE |
| ---------- | --------------- | ---------- |
| №          | Гонщик          | Место      |
| 1          | Сюзанн Юнгског  |            |
| 2          | Мадлен Линдберг |            |

| Швейцария SUI | Швейцария SUI   | Швейцария SUI |
| ------------- | --------------- | ------------- |
| №             | Гонщик          | Место         |
| 3             | Аннетт Бойтлер  |               |
| 4             | Николь Брендли  |               |
| 5             | Приска Доппман  |               |
| 6             | Ирен Хостеттлер |               |
| 7             | Беттина Кюн     |               |
| 8             | Диана Раст      |               |

| Испания ESP | Испания ESP          | Испания ESP |
| ----------- | -------------------- | ----------- |
| №           | Гонщик               | Место       |
| 9           | Роза Мария Браво     |             |
| 10          | Мария Кагигас        |             |
| 11          | Энерис Итурриага     |             |
| 12          | Мариа Изабель Морено |             |
| 13          | Теодора Руано        |             |
| 14          | Жоан Сомарриба       |             |

| Австралия AUS | Австралия AUS   | Австралия AUS |
| ------------- | --------------- | ------------- |
| №             | Гонщик          | Место         |
| 15            | Сара Кэрриган   |               |
| 16            | Оливия Голлан   |               |
| 17            | Маргарет Хэмсли |               |
| 18            | Кати Мактье     |               |
| 19            | Ойнон Вуд       |               |
| 20            | Элисон Райт     |               |

| Россия RUS | Россия RUS          | Россия RUS |
| ---------- | ------------------- | ---------- |
| №          | Гонщик              | Место      |
| 21         | Наталья Боярская    |            |
| 22         | Светлана Бубненкова |            |
| 23         | Юлия Мартисова      |            |
| 24         | Екатерина Наумова   |            |
| 25         | Ольга Забелинская   |            |
| 26         | Зульфия Забирова    |            |

| Франция FRA | Франция FRA     | Франция FRA |
| ----------- | --------------- | ----------- |
| №           | Гонщик          | Место       |
| 27          | Карин Дальме    |             |
| 28          | Соня Юге        |             |
| 29          | Магали Ле Флок  |             |
| 30          | Жанни Лонго     |             |
| 31          | Сандрин Маркуз  |             |
| 32          | Виржиния Муанар |             |

| Нидерланды NED | Нидерланды NED  | Нидерланды NED |
| -------------- | --------------- | -------------- |
| №              | Гонщик          | Место          |
| 33             | Хантал Белтман  |                |
| 34             | Гита Белтман    |                |
| 35             | Аренда Гримберг |                |
| 36             | Лус Гюнневейк   |                |
| 37             | Вера Коедодер   |                |
| 38             | Мирьям Мельхерс |                |

| Беларусь BLR | Беларусь BLR        | Беларусь BLR |
| ------------ | ------------------- | ------------ |
| №            | Гонщик              | Место        |
| 39           | Вероника Шарамецева |              |

| Италия ITA | Италия ITA       | Италия ITA |
| ---------- | ---------------- | ---------- |
| №          | Гонщик           | Место      |
| 40         | Джорджа Бронцини |            |
| 41         | Ноэми Кантеле    |            |
| 42         | Вера Каррара     |            |
| 43         | Татьяна Гудерцо  |            |
| 44         | Сильвия Париетти |            |
| 45         | Анна Цуньо       |            |

| Бельгия BEL | Бельгия BEL         | Бельгия BEL |
| ----------- | ------------------- | ----------- |
| №           | Гонщик              | Место       |
| 46          | Вероника Беллетер   |             |
| 47          | Корин Хиркенс       |             |
| 48          | Верле Ингельс       |             |
| 49          | Эви Ван Дамм        |             |
| 50          | Хейди Ван де Вейвер |             |
| 51          | Шарон Вандромме     |             |

| Германия GER | Германия GER   | Германия GER |
| ------------ | -------------- | ------------ |
| №            | Гонщик         | Место        |
| 52           | Юдит Арндт     |              |
| 53           | Карен Бёккель  |              |
| 54           | Тина Либих     |              |
| 55           | Регина Шляйхер |              |
| 56           | Тереза Сенфф   |              |
| 57           | Трикси Воррак  |              |

| Литва LTU | Литва LTU             | Литва LTU |
| --------- | --------------------- | --------- |
| №         | Гонщик                | Место     |
| 58        | Йоланта Поликевичюте  |           |
| 59        | Раса Поликевичюте     |           |
| 60        | Эдита Пучинскайте     |           |
| 61        | Жита Урбонайте        |           |
| 62        | Модеста Вжесняускайте |           |

| США USA | США USA           | США USA |
| ------- | ----------------- | ------- |
| №       | Гонщик            | Место   |
| 63      | Кимберли Андерсон |         |
| 64      | Кристин Армстронг |         |
| 65      | Деде Барри        |         |
| 66      | Мари Холден       |         |
| 67      | Тина Пик          |         |
| 68      | Кристин Торберн   |         |

| Новая Зеландия NZL | Новая Зеландия NZL | Новая Зеландия NZL |
| ------------------ | ------------------ | ------------------ |
| №                  | Гонщик             | Место              |
| 69                 | Мелисса Холт       |                    |
| 70                 | Джоанн Кисановски  |                    |
| 71                 | Розалинд Рики-Мэй  |                    |
| 72                 | Кирсти Николь Робб |                    |

| Украина UKR | Украина UKR        | Украина UKR |
| ----------- | ------------------ | ----------- |
| №           | Гонщик             | Место       |
| 73          | Катерина Бурова    |             |
| 74          | Ирина Чужинова     |             |
| 75          | Наталия Качалка    |             |
| 76          | Валентина Карпенко |             |

| Польша POL | Польша POL         | Польша POL |
| ---------- | ------------------ | ---------- |
| №          | Гонщик             | Место      |
| 77         | Паулина Бжезна     |            |
| 78         | Богумила Матусяк   |            |
| 79         | Анна Сипуржинская  |            |
| 80         | Анна Скавинска     |            |
| 81         | Малгожата Высоцкая |            |

| Колумбия COL | Колумбия COL    | Колумбия COL |
| ------------ | --------------- | ------------ |
| №            | Гонщик          | Место        |
| 82           | Паола Мадриньян |              |

| Мексика MEX | Мексика MEX            | Мексика MEX |
| ----------- | ---------------------- | ----------- |
| №           | Гонщик                 | Место       |
| 83          | Марибель Диас Эскибель |             |
| 84          | Вероника Леаль         |             |

| Ямайка JAM | Ямайка JAM   | Ямайка JAM |
| ---------- | ------------ | ---------- |
| №          | Гонщик       | Место      |
| 85         | Визер Уинтер |            |

| Чехия CZE | Чехия CZE      | Чехия CZE |
| --------- | -------------- | --------- |
| №         | Гонщик         | Место     |
| 86        | Лада Козликова |           |
| 87        | Юли Пекаркова  |           |

| Дания DEN | Дания DEN     | Дания DEN |
| --------- | ------------- | --------- |
| №         | Гонщик        | Место     |
| 88        | Лисбет Симпер |           |

| Люксембург LUX | Люксембург LUX   | Люксембург LUX |
| -------------- | ---------------- | -------------- |
| №              | Гонщик           | Место          |
| 89             | Изабель Хоффманн |                |

| Великобритания GBR | Великобритания GBR | Великобритания GBR |
| ------------------ | ------------------ | ------------------ |
| №                  | Гонщик             | Место              |
| 90                 | Николь Кук         |                    |
| 91                 | Шарлотта Голдсмит  |                    |
| 92                 | Рэйчел Хил         |                    |
| 93                 | Фрэнсис Ньюстед    |                    |

| Узбекистан UZB | Узбекистан UZB   | Узбекистан UZB |
| -------------- | ---------------- | -------------- |
| №              | Гонщик           | Место          |
| 94             | Фатима Галиулина |                |

| Гватемала GUA | Гватемала GUA        | Гватемала GUA |
| ------------- | -------------------- | ------------- |
| №             | Гонщик               | Место         |
| 95            | Габриэла Кастанеда   |               |
| 96            | Мария Долорес Молина |               |

| Венгрия HUN | Венгрия HUN | Венгрия HUN |
| ----------- | ----------- | ----------- |
| №           | Гонщик      | Место       |
| 97          | Марта Вайда |             |

| Китай CHN | Китай CHN     | Китай CHN |
| --------- | ------------- | --------- |
| №         | Гонщик        | Место     |
| 98        | Ли Мейфанг    |           |
| 99        | Цянь Юнджуань |           |
| 100       | Ванг Вейпинг  |           |
| 101       | Чжан Джунинг  |           |

| Ирландия IRL | Ирландия IRL | Ирландия IRL |
| ------------ | ------------ | ------------ |
| №            | Гонщик       | Место        |
| 102          | Шинейд Линч  |              |

| Канада CAN | Канада CAN       | Канада CAN |
| ---------- | ---------------- | ---------- |
| №          | Гонщик           | Место      |
| 103        | Лин Бессетт      |            |
| 104        | Женевьева Жансон |            |
| 105        | Манон Ютрас      |            |
| 106        | Эми Мур          |            |
| 107        | Сью Палмер-Комар |            |
| 108        | Эрин Уиллок      |            |

| Израиль ISR | Израиль ISR    | Израиль ISR |
| ----------- | -------------- | ----------- |
| №           | Гонщик         | Место       |
| 109         | Шани Блок      |             |
| 110         | Николь Фридман |             |
| 111         | Леа Гольдштейн |             |

| Австрия AUT | Австрия AUT     | Австрия AUT |
| ----------- | --------------- | ----------- |
| №           | Гонщик          | Место       |
| 112         | Андреа Граус    |             |
| 113         | Кристиана Зёдер |             |
| 114         | Изабелла Визер  |             |

| Япония JPN | Япония JPN | Япония JPN |
| ---------- | ---------- | ---------- |
| №          | Гонщик     | Место      |
| 115        | Михо Оки   |            |

| Норвегия NOR | Норвегия NOR | Норвегия NOR |
| ------------ | ------------ | ------------ |
| №            | Гонщик       | Место        |
| 116          | Анита Вален  |              |

| Швеция SWE | Швеция SWE      | Швеция SWE |
| ---------- | --------------- | ---------- |
| №          | Гонщик          | Место      |
| 1          | Сюзанн Юнгског  |            |
| 2          | Мадлен Линдберг |            |

| Швейцария SUI | Швейцария SUI   | Швейцария SUI |
| ------------- | --------------- | ------------- |
| №             | Гонщик          | Место         |
| 3             | Аннетт Бойтлер  |               |
| 4             | Николь Брендли  |               |
| 5             | Приска Доппман  |               |
| 6             | Ирен Хостеттлер |               |
| 7             | Беттина Кюн     |               |
| 8             | Диана Раст      |               |

| Испания ESP | Испания ESP          | Испания ESP |
| ----------- | -------------------- | ----------- |
| №           | Гонщик               | Место       |
| 9           | Роза Мария Браво     |             |
| 10          | Мария Кагигас        |             |
| 11          | Энерис Итурриага     |             |
| 12          | Мариа Изабель Морено |             |
| 13          | Теодора Руано        |             |
| 14          | Жоан Сомарриба       |             |

| Австралия AUS | Австралия AUS   | Австралия AUS |
| ------------- | --------------- | ------------- |
| №             | Гонщик          | Место         |
| 15            | Сара Кэрриган   |               |
| 16            | Оливия Голлан   |               |
| 17            | Маргарет Хэмсли |               |
| 18            | Кати Мактье     |               |
| 19            | Ойнон Вуд       |               |
| 20            | Элисон Райт     |               |

| Россия RUS | Россия RUS          | Россия RUS |
| ---------- | ------------------- | ---------- |
| №          | Гонщик              | Место      |
| 21         | Наталья Боярская    |            |
| 22         | Светлана Бубненкова |            |
| 23         | Юлия Мартисова      |            |
| 24         | Екатерина Наумова   |            |
| 25         | Ольга Забелинская   |            |
| 26         | Зульфия Забирова    |            |

| Франция FRA | Франция FRA     | Франция FRA |
| ----------- | --------------- | ----------- |
| №           | Гонщик          | Место       |
| 27          | Карин Дальме    |             |
| 28          | Соня Юге        |             |
| 29          | Магали Ле Флок  |             |
| 30          | Жанни Лонго     |             |
| 31          | Сандрин Маркуз  |             |
| 32          | Виржиния Муанар |             |

| Нидерланды NED | Нидерланды NED  | Нидерланды NED |
| -------------- | --------------- | -------------- |
| №              | Гонщик          | Место          |
| 33             | Хантал Белтман  |                |
| 34             | Гита Белтман    |                |
| 35             | Аренда Гримберг |                |
| 36             | Лус Гюнневейк   |                |
| 37             | Вера Коедодер   |                |
| 38             | Мирьям Мельхерс |                |

| Беларусь BLR | Беларусь BLR        | Беларусь BLR |
| ------------ | ------------------- | ------------ |
| №            | Гонщик              | Место        |
| 39           | Вероника Шарамецева |              |

| Италия ITA | Италия ITA       | Италия ITA |
| ---------- | ---------------- | ---------- |
| №          | Гонщик           | Место      |
| 40         | Джорджа Бронцини |            |
| 41         | Ноэми Кантеле    |            |
| 42         | Вера Каррара     |            |
| 43         | Татьяна Гудерцо  |            |
| 44         | Сильвия Париетти |            |
| 45         | Анна Цуньо       |            |

| Бельгия BEL | Бельгия BEL         | Бельгия BEL |
| ----------- | ------------------- | ----------- |
| №           | Гонщик              | Место       |
| 46          | Вероника Беллетер   |             |
| 47          | Корин Хиркенс       |             |
| 48          | Верле Ингельс       |             |
| 49          | Эви Ван Дамм        |             |
| 50          | Хейди Ван де Вейвер |             |
| 51          | Шарон Вандромме     |             |

| Германия GER | Германия GER   | Германия GER |
| ------------ | -------------- | ------------ |
| №            | Гонщик         | Место        |
| 52           | Юдит Арндт     |              |
| 53           | Карен Бёккель  |              |
| 54           | Тина Либих     |              |
| 55           | Регина Шляйхер |              |
| 56           | Тереза Сенфф   |              |
| 57           | Трикси Воррак  |              |

| Литва LTU | Литва LTU             | Литва LTU |
| --------- | --------------------- | --------- |
| №         | Гонщик                | Место     |
| 58        | Йоланта Поликевичюте  |           |
| 59        | Раса Поликевичюте     |           |
| 60        | Эдита Пучинскайте     |           |
| 61        | Жита Урбонайте        |           |
| 62        | Модеста Вжесняускайте |           |

| США USA | США USA           | США USA |
| ------- | ----------------- | ------- |
| №       | Гонщик            | Место   |
| 63      | Кимберли Андерсон |         |
| 64      | Кристин Армстронг |         |
| 65      | Деде Барри        |         |
| 66      | Мари Холден       |         |
| 67      | Тина Пик          |         |
| 68      | Кристин Торберн   |         |

| Новая Зеландия NZL | Новая Зеландия NZL | Новая Зеландия NZL |
| ------------------ | ------------------ | ------------------ |
| №                  | Гонщик             | Место              |
| 69                 | Мелисса Холт       |                    |
| 70                 | Джоанн Кисановски  |                    |
| 71                 | Розалинд Рики-Мэй  |                    |
| 72                 | Кирсти Николь Робб |                    |

| Украина UKR | Украина UKR        | Украина UKR |
| ----------- | ------------------ | ----------- |
| №           | Гонщик             | Место       |
| 73          | Катерина Бурова    |             |
| 74          | Ирина Чужинова     |             |
| 75          | Наталия Качалка    |             |
| 76          | Валентина Карпенко |             |

| Польша POL | Польша POL         | Польша POL |
| ---------- | ------------------ | ---------- |
| №          | Гонщик             | Место      |
| 77         | Паулина Бжезна     |            |
| 78         | Богумила Матусяк   |            |
| 79         | Анна Сипуржинская  |            |
| 80         | Анна Скавинска     |            |
| 81         | Малгожата Высоцкая |            |

| Колумбия COL | Колумбия COL    | Колумбия COL |
| ------------ | --------------- | ------------ |
| №            | Гонщик          | Место        |
| 82           | Паола Мадриньян |              |

| Мексика MEX | Мексика MEX            | Мексика MEX |
| ----------- | ---------------------- | ----------- |
| №           | Гонщик                 | Место       |
| 83          | Марибель Диас Эскибель |             |
| 84          | Вероника Леаль         |             |

| Ямайка JAM | Ямайка JAM   | Ямайка JAM |
| ---------- | ------------ | ---------- |
| №          | Гонщик       | Место      |
| 85         | Визер Уинтер |            |

| Чехия CZE | Чехия CZE      | Чехия CZE |
| --------- | -------------- | --------- |
| №         | Гонщик         | Место     |
| 86        | Лада Козликова |           |
| 87        | Юли Пекаркова  |           |

| Дания DEN | Дания DEN     | Дания DEN |
| --------- | ------------- | --------- |
| №         | Гонщик        | Место     |
| 88        | Лисбет Симпер |           |

| Люксембург LUX | Люксембург LUX   | Люксембург LUX |
| -------------- | ---------------- | -------------- |
| №              | Гонщик           | Место          |
| 89             | Изабель Хоффманн |                |

| Великобритания GBR | Великобритания GBR | Великобритания GBR |
| ------------------ | ------------------ | ------------------ |
| №                  | Гонщик             | Место              |
| 90                 | Николь Кук         |                    |
| 91                 | Шарлотта Голдсмит  |                    |
| 92                 | Рэйчел Хил         |                    |
| 93                 | Фрэнсис Ньюстед    |                    |

| Узбекистан UZB | Узбекистан UZB   | Узбекистан UZB |
| -------------- | ---------------- | -------------- |
| №              | Гонщик           | Место          |
| 94             | Фатима Галиулина |                |

| Гватемала GUA | Гватемала GUA        | Гватемала GUA |
| ------------- | -------------------- | ------------- |
| №             | Гонщик               | Место         |
| 95            | Габриэла Кастанеда   |               |
| 96            | Мария Долорес Молина |               |

| Венгрия HUN | Венгрия HUN | Венгрия HUN |
| ----------- | ----------- | ----------- |
| №           | Гонщик      | Место       |
| 97          | Марта Вайда |             |

| Китай CHN | Китай CHN     | Китай CHN |
| --------- | ------------- | --------- |
| №         | Гонщик        | Место     |
| 98        | Ли Мейфанг    |           |
| 99        | Цянь Юнджуань |           |
| 100       | Ванг Вейпинг  |           |
| 101       | Чжан Джунинг  |           |

| Ирландия IRL | Ирландия IRL | Ирландия IRL |
| ------------ | ------------ | ------------ |
| №            | Гонщик       | Место        |
| 102          | Шинейд Линч  |              |

| Канада CAN | Канада CAN       | Канада CAN |
| ---------- | ---------------- | ---------- |
| №          | Гонщик           | Место      |
| 103        | Лин Бессетт      |            |
| 104        | Женевьева Жансон |            |
| 105        | Манон Ютрас      |            |
| 106        | Эми Мур          |            |
| 107        | Сью Палмер-Комар |            |
| 108        | Эрин Уиллок      |            |

| Израиль ISR | Израиль ISR    | Израиль ISR |
| ----------- | -------------- | ----------- |
| №           | Гонщик         | Место       |
| 109         | Шани Блок      |             |
| 110         | Николь Фридман |             |
| 111         | Леа Гольдштейн |             |

| Австрия AUT | Австрия AUT     | Австрия AUT |
| ----------- | --------------- | ----------- |
| №           | Гонщик          | Место       |
| 112         | Андреа Граус    |             |
| 113         | Кристиана Зёдер |             |
| 114         | Изабелла Визер  |             |

| Япония JPN | Япония JPN | Япония JPN |
| ---------- | ---------- | ---------- |
| №          | Гонщик     | Место      |
| 115        | Михо Оки   |            |

| Норвегия NOR | Норвегия NOR | Норвегия NOR |
| ------------ | ------------ | ------------ |
| №            | Гонщик       | Место        |
| 116          | Анита Вален  |              |

### Фавориты
Директор национальной сборной Австралии, Джеймс Виктор, отмечал, что победители чемпионата мира в групповой гонке за последние семь лет либо побеждали, либо занимали подиум на Джиро ди Тоскана — Мемориал Микелы Фанини за несколько недель до чемпионата мира. Победительница 2003 года в Тоскане, Сюзанна Юнгског (Швеция) также являлась действующей чемпионкой мира, победив в 2002 году в Хёсден-Золдер. Она доказала, что находится в форме и является одной из главных претенденток на победу.
Ей противостояли такие гонщицы, как победительница Кубка мира 2003, Николь Кук, которая выиграла этап в Тоскане и T-Mobile International за неделю до Чемпионата мира, немка Юдит Арндт и чемпионки мира прошлых лет — Эдита Пучинскайте (Литва), Раса Поликевичуте (Литва) и Жанни Лонго (Франция).
Женевьева Жансон (Канада) также являлась фаворитом гонки, однако она не была допущена к соревнованиям, так как её гематокрит превышал женский предел в 47 %. Фаворитом была также её соотечественница, Лине Бессетт, которая вернулась в хорошую форму после перелома ключицы. Также неожиданную победу могли одержать несколько новичков в пелотоне, которые демонстрировали стабильную форму на протяжении всего года, например, Оливия Голлан и Ойнон Вуд (Австралия). Также гонщицам стоило следить за Деде Барри (США), которая заняла второе место в Тоскане и Николь Брендли (Швейцария).

## Маршрут
Канада принимала свой второй Чемпионат мира после 1974 года в Монреале. Трасса была разработана бывшим профессиональным велогонщиком Стивом Бауэром. Она полностью проходила в черте города Гамильтон и представляла собой сложный круг протяжённостью 12,4 км, и дважды поднималась на Ниагарский уступ к югу от центра города. Старт и финиш располагались перед зданием мэрии на Мэйн-стрит. Всего нужно было преодолеть 10 кругов. Общая протяжённость дистанции составила 124 км.

## Ход гонки
| Время, EDT | Расстояние от старта, км | Расстояние до финиша, км | Комментарий. |
| ---------- | ------------------------ | ------------------------ | --- |
| 12:45      | 0                        | 124                      | Старт гонки был дан в 12:45 |
| 13:26      | 25                       | 99                       | По окончании двух кругов пелотон в полном составе, средняя скорость — 37 км/ч. Никаких серьёзных атак пока не было, и большая группа гонщиков сохранилась, а испанцы и россияне едут впереди. |
| 13:34      |                          |                          | На третьем круге несколько команд начинают беспокоиться, а американцы немного подняли темп без явных атак. |
| 13:44      | 34                       | 90                       | Литовка Раса Поликевичюте форсирует темп на втором подъёме, и впервые некоторые гонщики испытывают трудности сзади. Голова пелотона теперь идёт в одну линию, когда они разворачиваются на спуске в центр Гамильтона. В районе линии старта-финиша группа всё ещё вместе, и темп немного снизился после подъёма. |
| 13:50      | 39                       | 85                       | Француженка Жанни Лонго внимательно следит за ходом гонки во главе пелотона, так как женщины преодолевают первый подъём на четвёртом круге. Испанка Жоан Сомарриба, ещё один фаворит гонки после победы в индивидуальной гонке в начале недели, находится на несколько мест позади. Темп остаётся довольно скромным. |
| 13:53      |                          |                          | Канадка Манон Ютрас выходит вперёд, не атакует, но делает это достаточно быстро, чтобы Лонго пришлось поднять темп, чтобы догнать её. Ютрас выглядит так, что ей не терпится увеличить темп, поскольку после первого подъёма группа занимает большую часть широкой дороги, а борьба ещё не началась. Ютрас несколько раз оглядывается через плечо, но никто не стремится захватить лидерство. |
| 13:57      |                          |                          | Китаянка Мейфанг Ли получила прокол на спуске, но ей быстро поменяли колесо. Ей придётся приложить хорошие усилия, чтобы догнать группу, которая мчится вперёд по склону. Три гонщицы из Нидерландов переместились в переднюю часть пелотона, чтобы задать темп. |
| 14:02      |                          |                          | Шинейд Дженнингс из Ирландии — первая выбывшая за этот день. Пока было неясно, почему она была вынуждена остановиться. Вершина второго подъёма оказывается более сложной для некоторых гонщиков. Канадская и итальянская команды задали темп на подъёме и лидируют на спуске. |
| 14:08      |                          |                          | Пройдено четыре круга. Итальянка Вера Каррара лидирует при пересечении линии старт-финиш. Кристин Торберн из США решила начать атаку, пытаясь оторваться от соперников. Несколько гонщиц следуют за ней, но их оттягивает назад пелотон. Теперь Испания берёт на себя установление темпа: Энерис Итурриага ускоряется в паре с Сомаррибой перед первым подъёмом на трассе. |
| 14:10      | 50                       | 74                       | Несколько фаворитов ушли вперёд, следя друг за другом, особенно когда Итурриага и Сомарриба возглавили гонку. Действующая чемпионка мира, Сюзанн Юнгског находится на 5-й позиции, Раса Поликевичюте тоже впереди. Группа достигает вершины первого подъёма, всё ещё целая. |
| 14:12      |                          |                          | Американцы сейчас очень активны, и Кристин Армстронг оторвалась от группы сразу после вершины. У неё хороший отрыв на плато, и она упорно работает, чтобы продолжать движение. Две гонщицы также покинули пелотон, пытаясь пробиться к Армстронг. |
| 14:14      |                          |                          | Тина Либиг (Германия) и Татьяна Гудерцо (Италия) пытаются добраться до Армстронг. Они отстают от американки на 5 секунд и опережают пелотон на 10 секунд. Армстронг не облегчает этим двум задачу, но они уже почти догнали её перед первым спуском. |
| 14:20      |                          |                          | Широкий, быстрый спуск позволил пелотону настигнуть трёх беглецов, и темп снова немного снизился. Идеальное время для новой атаки Расы Поликевичуте. Она тянет за собой двух гонщиков с небольшим отрывом, но пелотон не даёт им оторваться. Несколько гонщиков ускоряются, но никто не может создать необходимый отрыв, поскольку они приближаются к вершине второго подъёма. |
| 14:22      |                          |                          | Николь Кук, серьёзная претендентка на радужную майку, наблюдает за ходом гонки и находится примерно на пятой позиции позади. Испания посылает гонщиков вперёд, чтобы попытаться разорвать пелотон, но на повороте перед вторым спуском пелотон всё ещё вместе. Между тем, Гватемала потеряла обоих своих гонщиков, в том числе Марию Молина. На этом подъёме сошли ещё больше гонщиц, и, похоже, каждый круг будет становиться всё труднее, поскольку гонщики ждут серьёзного ускорения на втором подъёме.                                              |
| 14:26      | 62                       | 62                       | Гонка уже на полпути, и гонщицы начинают выглядеть более встревоженными. Несколько гонщиц, выбывших из пелотона на последнем подъёме, вернулись на спуске, и темп снова немного снижается на широких дорогах после линии старта-финиша. |
| 14:34      |                          |                          | Австралийка Кэти Мактье попала в небольшую передрягу на последнем подъёме, но уже должна вернуться в пелотон. В группе лидеров формируется несколько небольших атак: активны итальянцы, американцы и австралийцы. Шесть гонщиц организовали небольшой отрыв. Ойнон Вуд сделала первый отрыв для Австралии, когда они спускались с первого спуска. |
| 14:38      |                          |                          | Сомарриба снова занимает позицию впереди, когда пелотон въезжает на второй подъём трассы. Пелотон сгруппировался, но на каждом круге, по мере того, как они будут преодолевать холмы, будут происходить новые атаки. Пелотон значительно уменьшился, так как число выбывших из гонки растёт. Француженка Лонго впереди, задает темп на подъёме. |
| 14:40      |                          |                          | Лонго задает темп с тремя итальянками, преследующими её, плюс Сомарриба, Раса Поликевичуте и Мирьям Мельхерс (Нидерланды). |
| 14:43      | 73                       | 51                       | Вера Каррара берёт на себя ответственность за Италию, когда пелотон растягивается у вершины второго подъёма. Гонщицы ныряют в разворот и начинают спуск обратно к линии старта-финиша. До финиша осталось четыре круга. Фавориты продолжают наблюдать друг за другом и играть в игру ожидания. |
| 14:46      |                          |                          | Итальянка Сильвия Париетти проколола переднее колесо, но быстро заменила его и начала преследование. Жанни Лонго продолжает определять темп, который неуклонно набирает обороты. |
| 14:48      |                          |                          | Манон Ютрас проводит ещё одну атаку за Канаду, но её быстро замечает итальянка Анна Цуньо, которая вырывается вперёд и продолжает ускорение. На этот раз гонщицы атакуют раньше, на первом подъёме трассы. Сомарриба и Юнгског присутствуют на переднем крае, Николь Кук прямо позади них, вместе с Мирьям Мельхерс. |
| 14:51      |                          |                          | Россиянка Ольга Забелинская пытается атаковать вблизи вершины, за ней следует Кристин Армстронг, но им не удаётся получить отрыв. Однако пелотон значительно растягивается, когда они огибают левый поворот на вершине подъёма. Хантал Белтман (Нидерланды) сошла с дистанции. Итальянка Ноэми Кантеле пробует уйти в одиночный отрыв и получает преимущество в 200 метров, но несколько гонщиц преследуют её. |
| 14:52      |                          |                          | Николь Фридман среди тех, кто был вынужден сойти с дистанции. Перед гонкой, когда её спросили о перспективах на дистанции Гамильтон, она сказала: «Это всё равно, что поставить бегуна на 800 метров на полумарафон!». |
| 14:55      |                          |                          | Образовался новый отрыв, в который вошли семь гонщиц: австралийка Оливия Голлан, Раса Поликевичуте (Литва), Кристин Армстронг (США), Светлана Бубненкова (Россия), Ноэми Кантеле (Италия), Мария Изабель Морено (Испания) и Приска Доппманн (Швейцария). У них отрыв 10 секунд, и они идут хорошо. |
| 15:01      | 84                       | 40                       | Длинный спуск не улыбнулся группе лидеров, и пелотон её догнал. На втором подъёме гонка вновь собралась вместе, но атаки начинаются снова. Несколько гонщиков также атакуют сзади. Россиянка Зульфия Забирова пытается атаковать, и тут же Сомарриба предпринимает контратаку, врываясь в большое кольцо с Деде Демет-Барри (США) прямо у неё на хвосте и Оливией Голлан чуть позади. Демет вырывается вперёд, и этот темп помог сформировать группу из 11 гонщиков, которая немного оторвалась на спуске. В середине группы происходит больший раскол. |
| 15:03      |                          |                          | Гонщики спускаются со скоростью 70 км/ч к линии старта-финиша, но пелотон снова собирается вместе. Атака Сомаррибы и Демет прошла хорошо, но слишком близко к вершине. Осталось три круга. Пелотон находится в гонке уже 2 часа 18 минут. |
| 15:08      | 91                       | 33                       | Гонка входит в заключительную фазу, и пелотон остаётся единым. Повторяющиеся подъёмы начинают сказываться на силах гонщиков, и пока атак не наблюдается. Женщины, которые лучше справляются со своими усилиями, будут иметь наибольшие шансы в финале. |
| 15:13      |                          |                          | Фавориты продолжают наблюдать друг за другом впереди, поскольку пелотон несколько раз разделялся после подъёма. Лонго снова впереди, а первая часть пелотона идет за ней единым строем. Гита Белтман (Нидерланды) сошла с дистанции. |
| 15:20      |                          |                          | Литовцы берут контроль в свои руки и несколько раз ускоряются во главе пелотона. Эдита Пучинскайте — последняя, кто попытался сделать это, но она находится под пристальным вниманием американцев. Сомарриба пытается провести ещё одну атаку, и разрывы начинают увеличиваться по всему пелотону. На длинном втором подъёме всё больше гонщиц выбывают из гонки. Деде Демет очень хорошо едет впереди и замечает все движения. |
| 15:23      |                          |                          | На этот раз на вершине подъёма образовался настоящий разрыв между первой и второй половиной пелотона. Николь Кук лидирует в первой группе на спуске со скоростью 79 км/ч. Она даже увеличила отрыв от россиянки Ольги Забелинской. Осталось два круга, и Забелинская вырывается вперёд. Кук, похоже, хочет сделать настоящий рывок, и теперь гонка может стать серьёзной. Кристин Армстронг немного отстаёт от первого пелотона. |
| 15:30      |                          |                          | Первая попытка атаки Кук была парирована, но она пытается повторить попытку на первом подъёме. Сюзанн Юнгског следует за ней. Первый пелотон снова разделился на вершине подъёма, и Кук снова атакует, чтобы сократить число участников впереди. Жанни Лонго атакует и получает огромный отрыв, а остальные наблюдают друг за другом. |
| 15:33      |                          |                          | Лонго вырывается вперёд с отрывом в 12 секунд от первой группы, которая наконец-то организуется и начинает преследование. На спуске Лонго сложнее сохранить свое преимущество. Сьюзан Палмер из Канады возглавляет погоню позади группы лидеров. Сомарриба выбыла из этой группы: похоже, что она застряла на предыдущем подъёме и ей трудно поддерживать хороший темп. |
| 15:36      | 109                      | 15                       | Лонго удерживает свой отрыв, когда она достигает нижней части спуска. Группа преследования не достаточно сотрудничает, чтобы её догнать, и у неё всё ещё 12 секунд. Напарница Лонго по команде, Магали Ле Флок, находится на второй позиции, пытаясь сорвать погоню. Теперь они на втором подъёме. Россияне лучше всех представлены в лидирующей группе. Лонго выиграла ещё три секунды. |
| 15:39      |                          |                          | Испанцев в первой группе больше нет, видимо, они отступили назад, чтобы помочь Сомаррибе, которая ещё не присоединилась к лидерам. Россия возглавляет погоню на втором подъёме, Лонго увеличивает свое преимущество до 25 секунд. Преследователи начинают атаковать, первой идет россиянка Зульфия Забирова с Мирьям Мельхерс позади неё, за ней следуют Сюзанн Юнгског и Деде Демет-Барри. Николь Кук контратакует и сильно ускоряется. |
| 15:41      | 112                      | 12                       | Лонго делает разворот и начинает следующий спуск, выигрывая 27 секунд. Кук снова ведёт преследователей вниз по склону, явно более способная выиграть время на спуске. Лонго остается один круг. |
| 15:42      |                          |                          | На линии старта-финиша отставание Кук от Лонго составляет 13 секунд. |
| 15:48      | 116                      | 8                        | Разрыв снова увеличивается до 18 секунд, и Лонго держится очень хорошо. У испанцев один гонщик в группе преследования — Теодора Руано. На предпоследнем подъёме Лонго продолжает сдерживать остальных, а преследователи продолжают атаковать друг друга, вместо того чтобы организовать организованную погоню. Кук снова ускоряется, Мельхерс следует за ней. |
| 15:52      | 118                      | 6                        | Деде Демет сгорбилась и с усилием крутит педали, чтобы возглавить погоню, отставая от Лонго на 15 секунд на плато. Преследователи начинают нервничать, и Кук ещё раз ускоряется. Забирова снова атакует на спуске, но не может создать отрыв. Лонго устаёт, и разрыв составляет уже 10 секунд. |
| 15:54      |                          |                          | Преследователи уверенно догоняют Лонго, но разрыв всё ещё сохраняется. Они достигли нижней точки спуска, и теперь остался всего один подъём. Мельхерс возглавляет первую группу на повороте, а Юнгског и Кук всё ещё впереди. Лонго имеет 10 секунд преимущества, когда она входит на последний подъём. Преследователи снова следят друг за другом. |
| 15:57      |                          |                          | Ольга Забелинская снова ускоряется для России, Лонго в поле зрения на подъёме. Лонго встаёт из седла и делает всё возможное, чтобы сохранить своё сокращающееся преимущество. Теперь Мельхерс задаёт темп, а Юнгског и Кук висят у неё на хвосте. Они почти догнали Лонго, но это ещё не решённый вопрос. |
| 15:58      |                          |                          | Юнгског выглядит более комфортно, чем Кук на подъёме, а Мельхерс продолжает преследование. Позади открываются небольшие разрывы, и Демет уходит в конец этой группы. Лонго ускоряется, преследователи находятся в 20 метрах от её заднего колеса. Мельхерс просит помощи у преследователей, но никто не вырывается вперед. |
| 15:59      |                          |                          | Лонго знает, что они не сотрудничают, поэтому она делает глубокий рывок, чтобы ещё раз ускориться и остаться в стороне. Она входит в разворот с преимуществом в несколько секунд перед финальным спуском. |
| 16:00      |                          |                          | У Лонго 4 секунды преимущества, когда она летит вниз с последнего холма. Дело близится к развязке. Лонго догнали перед самым поворотом в нижней части спуска. |
| 16:01      |                          |                          | Спринт начинает Мельхерс. Она продолжает его, а Юнгског упорно прессингует её до самой линии финиша. Они идут вровень, но Юнгског делает дубль и вырывает победу. |
| 16:03      |                          |                          | Юнгског подарила Швеции ещё одну радужную майку, опередив голландку Мельхерс. Третье место было определено с помощью фотофиниша между Кук и Пучинскайте. Его выиграла Николь Кук. |

## Результаты
| \| Генеральная классификация \| Генеральная классификация \| Генеральная классификация \| Генеральная классификация \| Генеральная классификация \| \| Гонщик \| Гонщик \| Команда \| Время \| \| \| ------------------------- \| ------------------------- \| ------------------------- \| ------------------------- \| ------------------------- \| \| 1-й \| Сюзанн Юнгског \| Швеция \| 3ч 16' 06 \| \| \| 2-й \| Мирьям Мельхерс \| Нидерланды \| + 0 \| \| \| 3-й \| Николь Кук \| Великобритания \| + 0 \| \| \| 4-й \| Эдита Пучинскайте \| Литва \| + 0 \| \| \| 5-й \| Ольга Забелинская \| Россия \| + 0 \| \| \| 6-й \| Жанни Лонго \| Франция \| + 4 \| \| \| 7-й \| Анита Вален \| Норвегия \| + 12 \| \| \| 8-й \| Юдит Арндт \| Германия \| + 12 \| \| \| 9-й \| Богумила Матусяк \| Польша \| + 19 \| \| \| 10-й \| Зульфия Забирова \| Россия \| + 19 \| \| |                   |                |           |
| |                   |                |           |
| Источник: ProCyclingStats |                   |                |           |
| Генеральная классификация |                   |                |           |
| Гонщик | Гонщик            | Команда        | Время     |
| 1-й | Сюзанн Юнгског    | Швеция         | 3ч 16' 06 |
| 2-й | Мирьям Мельхерс   | Нидерланды     | + 0       |
| 3-й | Николь Кук        | Великобритания | + 0       |
| 4-й | Эдита Пучинскайте | Литва          | + 0       |
| 5-й | Ольга Забелинская | Россия         | + 0       |
| 6-й | Жанни Лонго       | Франция        | + 4       |
| 7-й | Анита Вален       | Норвегия       | + 12      |
| 8-й | Юдит Арндт        | Германия       | + 12      |
| 9-й | Богумила Матусяк  | Польша         | + 19      |
| 10-й | Зульфия Забирова  | Россия         | + 19      |